# Широков Анатолій Георгійович
Анатолій Георгійович Широков (* 8 березня 1908, Кушва Свердловської області — †1993, Київ) — український графік, портретист.

## Біографія
Закінчив Одеський Художній Інститут (1936); автор циклу рисунків «Люди Сибіру» (1942 — 43), серії портретів: А. Бучми, І. Кавалерідзе. В. Касіяна та ін. (1943 — 62), серії літографій «Трудівники моря» (1962 — 63), акварель «Синя хусточка» і «Спасибі, лікаре» (1970); портрет ген. М. Кирпоноса (1982).
Заслужений художник України.